# I Am... Sasha Fierce
I Am... Sasha Fierce es el tercer álbum de estudio de la cantante y compositora estadounidense de rhythm and blues Beyoncé. Se lanzó originalmente el 14 de noviembre de 2008 por la compañía discográfica Columbia Records, junto con una versión de lujo. La edición original del álbum contiene dos discos que incluye seis pistas en cada uno en la versión estándar y ocho en la edición de lujo. El primero, I Am..., contiene canciones lentas y baladas de rhythm and blues; el segundo disco, Sasha Fierce, basado en su alter ego, incluye pistas con ritmos de electropop y eurodance fusionados con el jazz. Para la letra de cada canción, Beyoncé trabajó con muchos escritores y productores acompañada de una sesión de orquestación en vivo. Según la intérprete, la inspiración de las canciones provino de su marido, el rapero Jay-Z, y de la cantante de jazz Etta James. Musicalmente, I Am... Sasha Fierce se inspira en la música folk combinada con el rock alternativo, mientras se mezcla con elementos de guitarra acústica en baladas contemporáneas. Las pistas del primer disco las compuso y produjo la misma cantante, en colaboración con Kenneth Edmonds, Christopher Stewart, Terius Nash, y Ryan Tedder. La producción de Sasha Fierce estuvo a cargo de Rodney Jerkins, Sean Garrett y Solange Knowles, entre otros. 
I Am... Sasha Fierce recibió una respuesta positiva por parte de la crítica. Comercialmente, el álbum consiguió por lo menos quince diferentes certificaciones de platino y una de diamante en distintos países. I Am... Sasha Fierce debutó en el primer lugar de la lista estadounidense Billboard 200 con 482 000 unidades vendidas en su primera semana, lo que lo convirtió en el número uno de Beyoncé como solista.. El álbum obtuvo ocho nominaciones a los premios Grammy en el 2010, incluyendo álbum del año y grabación del año por «Halo». Para promover el disco, Beyoncé inició su tercera gira mundial titulada I Am... World Tour y realizó múltiples apariciones públicas y televisivas.
Del álbum se desprenden ocho sencillos, los cuales seis fueron lanzados internacionalmente y dos publicados únicamente en Estados Unidos. Los dos primeros, «If I Were a Boy» y «Single Ladies (Put a Ring on It)», fueron lanzados en forma simultánea en octubre de 2008; ambos sencillos lograron entrar en los diez primeros lugares en listas de Australia, Canadá, el Reino Unido y los Estados Unidos. Internacionalmente, «Halo» se lanzó como el tercer sencillo y «Sweet Dreams» como el cuarto, mientras que en los Estados Unidos se promocionaron «Diva» y «Ego». «Broken-Hearted Girl» se publicó como quinto sencillo y «Video Phone» como sencillo final. «Ego» y «Video Phone» contienen versiones remezcladas con Kanye West y Lady Gaga, respectivamente. Los únicos sencillos promocionales de I Am... Sasha Fierce fueron «Si yo fuera un Chico», lanzada solamente en España, y «Why Don't you Love Me», que solo se publicó en Europa.

## Desarrollo y producción
Beyoncé comenzó a trabajar en I Am... Sasha Fierce en 2007. En una carta dirigida a sus admiradores el 2 de octubre de 2008, ella dijo: «He trabajado en este álbum durante casi un año. Me he tomado el tiempo para que pueda crear mi sonido. Algo que diga quién soy en esta etapa en mi vida. He derramado mi alma y corazón en ello. Es mi bebé. Es con lo que más tiempo me he tomado en algún proyecto, desde mis primeros discos como miembro de Destiny's Child, cuando tenía 15 años de edad». Según Beyoncé, tuvo inspiración de su marido Jay-Z y especialmente por Etta James cuya «audacia» ayudó a inspirar a explorar otros géneros y estilos musicales. Cuando Beyoncé comenzó a grabar el álbum, sentía que tenía que crecer y ser más madura como una artista. A pesar de que ella había sido exitosa y afortunada, ella quería ser más atrevida . Ella coescribió y coprodujo casi todo el material del álbum.

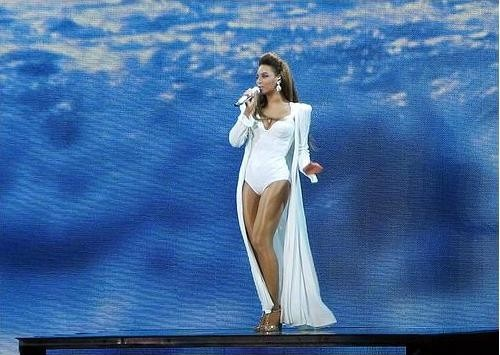
Beyoncé interpretando «Smash into You» durante la gira I Am... Tour en Canadá en 2009.

Las sesiones de grabación del álbum se llevaron a cabo durante 2007 y 2008 en varios estudios de grabación, incluyendo los estudios Tree Sound en Atlanta, los estudios Chung King, los estudios Electric Lady y Strawberrybee Productions en Nueva York, GAD Studios en Ibiza, España, estudios Mansfield y The Campground en Los Ángeles, los estudios South Batir en Miami Beach, y The Boom Boom Room en Burbank. Varios productores discográficos y compositores colaboraron con Beyoncé en el álbum, incluyendo a Kenneth Edmonds, Stargate, Christopher Stewart, Terius Nash, Rodney Jerkins, Sean Garrett, Solange Knowles, Jim Jonsin, Rico Love y Ryan Tedder, este último ayudó en la elaboración de las baladas del álbum. Además, ella colaboró con algunos músicos con los cuales nunca había trabajado anteriormente, incluyendo al productor Toby Gad en «If I Were a Boy» y la compositora británica Amanda Ghost en «Disappear». La grabación del álbum se llevó a cabo durante ocho meses, al tiempo que Beyoncé había coescrito y coproducido más de setenta canciones. Después de un proceso de eliminación, doce canciones fueron seleccionadas para ser incluidas en la edición estándar del álbum, mientras que cinco canciones adicionales fueron escogidas para hacer el corte final en la edición de lujo del álbum. Beyoncé reveló más tarde que las canciones de productores establecidos como The Neptunes y Danja no fueron elegidas en el corte final.
Para la primera parte del disco (I Am...), Beyoncé es influenciada por el folk y los géneros de rock alternativo, al tiempo que incorpora otros instrumentos lejanos a ella como la guitarra acústica. Estas baladas fueron dichas para combinarse con elementos de pop y soul, a la vez se ampliaban las posibilidades de ambos géneros. Beyoncé quería probar algo diferente, sentía que la gente tenía grandes expectativas para su trabajo. Además, la cantante trabajó con Ghost para volver a escribir el «Ave Maria» de Franz Schubert, después de haber coescrito «Disappear» en Londres. En noviembre de 2008, Ghost dijo a The Daily Telegraph que ella misma y Beyoncé se inspiraron para la canción en sus recientes matrimonios y el camino hacia el altar. Para la segunda parte del álbum, Sasha Fierce, Beyoncé se inspira en su alter ego del mismo nombre, según la cantante, esta parte es muy divertida, sensual y atrevida. Ella trabajó bajo la producción y composición de Jerkins, Garrett, su hermana Solange, Love y Jonsin. Los únicos productores y compositores que compusieron para ambos lados del disco, fueron Tricky Stewart y Terius Nash, quienes trabajaron en «Smash into You» del lado I Am.. y el sencillo número uno «Single Ladies (Put a Ring on It)» de Sasha Fierce.
En los meses previos al lanzamiento del álbum, Beyoncé publicó un comunicado en su sitio web oficial dando ciertos detalles sobre la naturaleza del álbum y sobre lo que se podía esperar de él. Ella dijo: «Yo estoy en un lugar diferente en este momento y quiero que la gente vea las muchas facetas de mí. La música es optimista para el baile, el lado divertido y es reflexiva, apasionado y serio para el lado personal. Soy yo y estoy muy emocionada de compartirlo con el mundo el 18 de noviembre». Beyoncé afirmó: «es un doble álbum con dos portadas, como puede tenerlas una revista».

## Estilo e inspiración
En una entrevista con la revista Billboard, Beyoncé describió con más detalle ambas partes del disco: «[...] Un lado tiene canciones que son más convencionales y el otro tiene mis más tradicionales canciones de R&B para mis fanáticos que han estado allí todo el tiempo. Algunos de los temas suena como Barbra Streisand, Karen Carpenter y The Beatles en torno a la década de 1970». El segundo disco, Sasha Fierce, contiene constantes influencias electro, que se muestran en canciones como «Radio» y «Sweet Dreams». Bill Lamb de About.com comentó acerca de las canciones del lado Sasha Fierce, afirmando que «Single Ladies (Put a Ring on It)» es un retroceso a «Get Me Bodied» de B'Day (2006). Por otra parte, Andy Kellman de Allmusic dijo en su reseña que «Diva» se asemeja a «Freakum Dress» o a «Ring the Alarm», también de B'Day, en términos de audacia.
El álbum presenta formalmente al alter ego de Beyoncé, «Sasha Fierce». La cantante dijo que Sasha nació durante el rodaje del vídeo de su primer sencillo, «Crazy in Love» (2003). En una entrevista con la revista People, Beyoncé afirmó que su alter ego es estrictamente para el escenario, con el editor describieron a Sasha Fierce como la parte sensual de la cantante, un alter ego agresivo. Lamb comentó: «[...] Un concepto unificador del conjunto de Sasha Fierce es la exploración del lado de celebridad de Beyonce». La cantante dijo a MTV News: «La mitad del disco, I Am..., se trata de quién soy debajo de todo el maquillaje, debajo de las luces y debajo de todo el drama excitante de estrella. Y Sasha Fierce es la divertida, más sensual, más agresiva, el lado más abierto y el lado más glamuroso que sale cuando estoy trabajando y cuando estoy en el escenario. El álbum doble me permite tomar más riesgos y realmente salir de mí misma, o mejor dicho, un paso más en mí misma, y revelar una parte de mí que sólo las personas que me conocen vean». Más tarde, fue entrevistada por la revista Marie Claire, y ella reveló que se siente poseída por su alter ego en el escenario: «He creado un álter ego, las cosas que hago cuando estoy en escena que normalmente nunca hago. Revelo cosas sobre mí misma que no haría en una entrevista. Tengo que experiencias extracorporales [en el escenario]. Si me corto mi pierna, si me caigo, yo ni siquiera lo siento. Soy tan valiente, no soy consciente de mi cara o mi cuerpo».
En el vídeo musical de «Single Ladies», Beyoncé utilizaba un guante robótico hecho de titanio. Fue diseñado por el joyero Lorraine Schwartz, y lo usó como complemento de su alter ego. El accesorio se compone de varias piezas, incluyendo un anillo y un componente independiente que cubría la parte superior del brazo. Ella lució por primera vez el guante robótico en la alfombra roja de los MTV Europe Music Awards el 8 de noviembre de 2008. También fue visto más tarde con el mismo guante en Saturday Night Live y en la portada de la revista Gotham. No todas las canciones fueron atribuidas solo a «Sasha Fierce». Por ejemplo, «Ego», «Why Don't you Love Me» y «Scared of Lonely» se distinguen por ser más como un punto de encuentro entre las dos mitades del álbum. Según Jennifer Vineyard de MTV News, se asemejan a la música de Sasha, pero temáticamente y líricamente, son vulnerables como Beyoncé.

### Estilo musical y contenido lírico

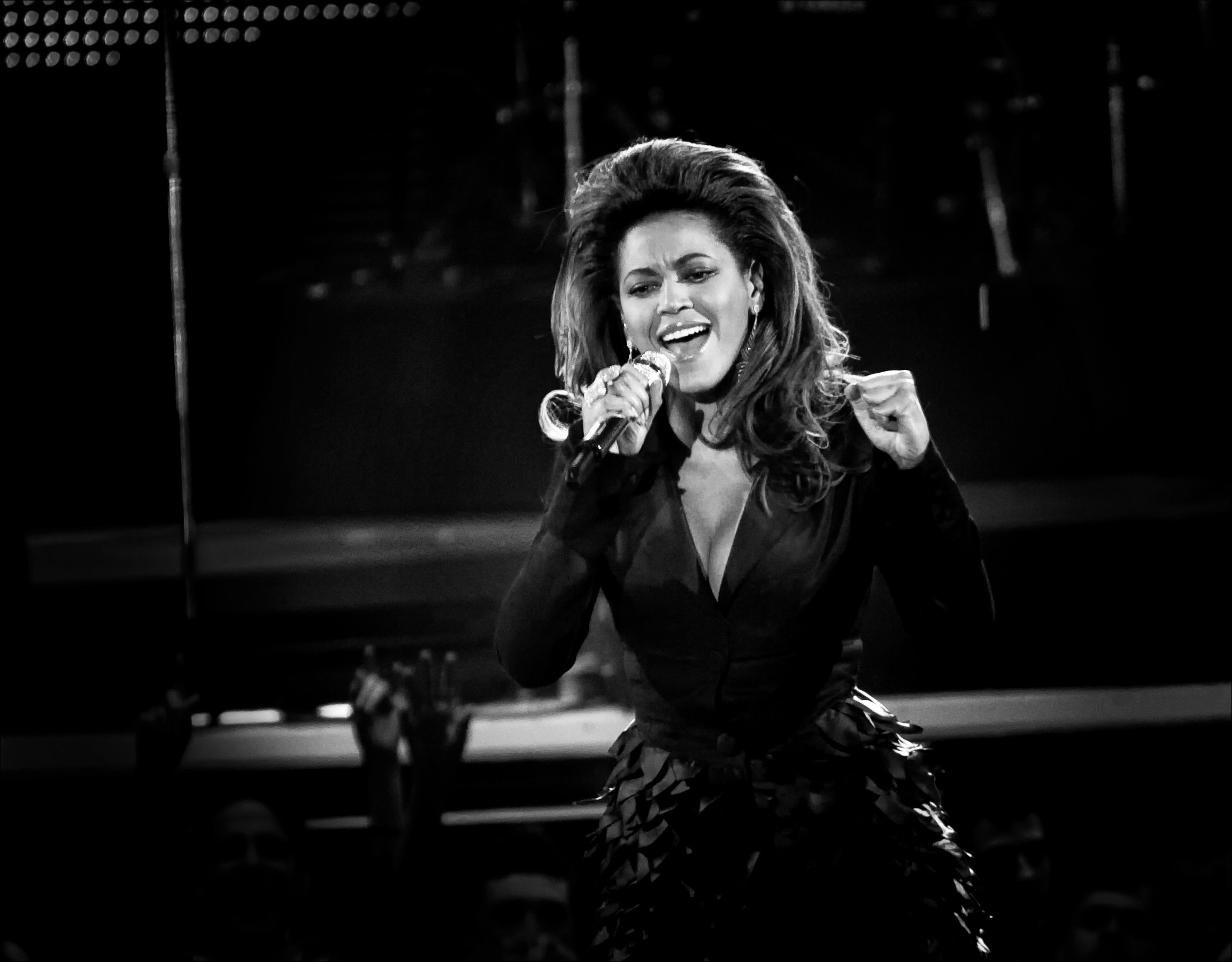
Beyoncé interpretando «If I Were a Boy» durante los Premios 40 Principales 2008 en Madrid.

«If I Were a Boy», el primer sencillo de I Am..., se erige como la única canción en cada disco que Beyoncé no coescribe. BC Jean, quien compuso la mayor parte de la letra de la canción, se inspiró en el producto de una mala relación, también se describe como una balada con gran fuerza emocional. Beyoncé explicó la revista Essence que «If I Were a Boy» es diferente de sus canciones anteriores en el sentido de que no es una pista tradicional de R&B. Los críticos musicales comentaron que la canción parecía ser una mezcla de su éxito «Irreplaceable» (2006) con «Big Girls Don't Cry» (2007) de Fergie y la canción de Ciara «Like a Boy» (2007). Según Leah Greenblatt de Entertainment Weekly, «If I Were a Boy» se eleva con olas melódicas y sentimientos inquebrantables mostrados en sus versos. La letra de la canción hace referencia a una expresión de tristeza por la incomprensión entre los géneros y una acusación de la parte masculina en las relaciones. Trish Crawford de Toronto Star comparó el otro primer sencillo «Single Ladies (Put a Ring on It)» con «Respect» de Aretha Franklin y «I Will Survive» de Gloria Gaynor. Ann Powers de Los Angeles Times vio el tema de la canción con más poder femenino que «Irreplaceable». Musicalmente, «Single Ladies» es una canción dance pop optimista que también se deriva de melodías de R&B con influencias de dancehall y música bounce. En «Single Ladies», Beyoncé pone en énfasis su lado más agresivo y sensual, o como se conoce «Sasha Fierce», que reconoce la dualidad entre un lado más íntimo de Beyoncé en la forma en que está desesperada por el anillo de bodas en su dedo. Según Jonás Weiner de la revista Blender, la canción hace una clara referencia al matrimonio mientras que Greg Kot de Chicago Tribune opinó que la letra tenía una conexión con la «post-ruptura».

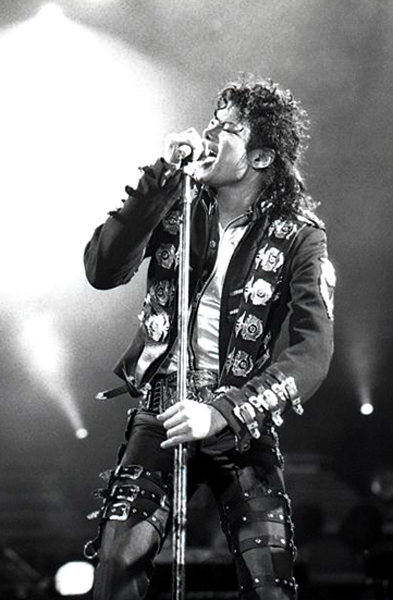
«Sweet Dreams» recibió comparaciones de canciones de Michael Jackson, debido a su melodía.

«Halo», compuesta por Ryan Tedder y Evan Bogart, se pensó inicialmente para Beyoncé, pero Leona Lewis casi la graba debido al horario de Beyoncé. Según Christian Williams de Billboard, «Halo» tiene un sonido pop, con matices sutiles de R&B. Como se afirma en Daily Mail, Beyoncé canta en un registro más bajo de lo habitual en la canción, a través de la batería como «un modelo de piano épico», y «cuerdas conmovedoras». El sonido del piano se ve amplificado por golpes de soul. «Halo» describe un amor tan fenomenal que se especifica como «celestial». Los críticos señalaron a «Diva» como una variante de «A Milli» (2008) de Lil Wayne y acuñaron como su contraparte femenina. «Diva» tiene un ritmo «tartamudeante», acompañado de un balanceo lento y un impactante sonido grave. En la canción, la protagonista habla y canta sobre la definición positiva de una diva, explicando en el verso diva is a female version of a hustler («la diva es una versión femenina de un estafador»), y hace frecuentes referencias a sus millones de dólares, incluso se abanicaba con varios billetes. «Ego» es una canción pop, situada en un tempo y ritmo blues. La canción también incorpora influencias de ritmos de jazz, y música soul. «Sweet Dreams» fue aclamada por la crítica por su uso de bassline electrónico y por su sonido electropop, también fue comparada con «Beat It» (1983) de Michael Jackson, sin embargo, también fue comparada con otras canciones de Jackson como «Thriller» (1984) y «Bad» (1987). «Sweet Dreams» se deriva de géneros como el R&B y el funk de los años 80s. De acuerdo con Priya Elan de The Times, la letra perturbada e inquietante de la canción describe una relación, en donde la cantante cree que podría ser un «dulce sueño o una hermosa pesadilla». «Broken-Hearted Girl» es una canción R&B-pop que comienza como una balada de piano, y luego trasciende a un ritmo minimalista, La producción y la melodía fueron respaldadas por cuerdas y una caja de ritmos. Mariel Concepción de Billboard escribió que Beyoncé «se encuentra emotiva» en el hook de la canción: I don't want a broken heart / And I don't want to play the broken-hearted girl («No quiero un corazón roto / Y yo no quiero interpretar a la chica del corazón roto»). Según Spence D. de IGN Music, «Hello» sale como otra balada que «rellena la primera parte del álbum». Contiene la línea de Jerry Maguire —You had me at hello— como parte del coro.
«Radio» es una canción con un ritmo rápido que genera influencias de synthpop de los 80's, europop, electrónica y techno. En la canción, Beyoncé analiza la relación entre una niña y su amor por las canciones que se reproducen en la radio. «Radio» se compone de un ritmo bouncy con una actitud burlona. Además, es drum & bass y contiene un género house que hace que se sienta un sonido refrescante, que de acuerdo con James Reed de The Boston Globe, hace que la canción sea «perfecta para una noche en el club». Según los críticos, «Video Phone» contiene letras que son en referencia a «una fiesta de sexo en Skype y realiza un espectáculo en solitario, en la cámara, para un hombre que acaba de conocer en un club». En la versión remezclada aparece la cantante Lady Gaga con nuevos versos en la letra. Musicalmente la canción se compone de letras sencillas, con insinuaciones ocultas, y está respaldada por un pulso con afina dispersión; Beyoncé y Gaga pronuncian varios suspiros y gemidos durante la canción. Esta versión solo fue incluida en la segunda edición del álbum y contiene un vídeo musical. «Why Don't you Love Me», la cual solo aparece en algunas ediciones de I Am... Sasha Fierce, es diferente a las canciones anteriores de dance-pop de Beyoncé, ya que hace uso de un estilo retro. La pista es una canción optimista que también se deriva del género de R&B. El álbum también contiene varias canciones reelaboradas como «Smash Into You», que fue grabada previamente por Jon McLaughlin como «Smack Into You». La canción fue cambiada y grabada por Beyoncé, ganando así los créditos mínimos en la composición de la canción por el cambio de «Smack» a «Smash». También aparece en los créditos de la película Obsessed, en donde Beyoncé actúa. «Disappear» contienes suaves y delicadas armonías de guitarra.

## Lanzamiento y comercialización
La edición estándar del álbum se lanzó simultáneamente con la edición de lujo. Mathew Knowles, padre de la cantante y representante en ese entonces, celebró una fiesta para escuchar el álbum en Nueva York el 22 de octubre de 2008. Antes de la fecha de lanzamiento del álbum, este se etrenó el 11 de noviembre del mismo año en la cuenta de MySpace de Beyoncé. En correspondencia con el lanzamiento del álbum doble, Columbia Records creó un sitio web con un adelanto de Sasha Fierce. Más tarde, el 16 de junio de 2009, Above and Beyoncé – Video Collection & Dance Mixes se publicó. Este CD y DVD incluye remezclas de los sencillos del álbum, al igual que el de «Ego» con el rapero Kanye West, y sus vídeos promocionales. Por último, la edición platino de I Am... Sasha Fierce se lanzó en una lista de países seleccionados en noviembre de 2009. La edición de lujo del álbum fue reeditada en los Estados Unidos el 23 de noviembre, incluyendo todas las canciones publicadas anteriormente, además de nuevas canciones como «Poison», «Why Don't you Love Me», y el remix de «Video Phone» con Lady Gaga. Un extended play titulado I Am... Sasha Fierce – The Bonus Tracks se lanzó el mismo día en varios países, el cual contiene las pistas nuevas de la edición de lujo.
Tras la publicación digital del álbum, «Ave María» debutó en la lista de UK Singles Chart en el número 150 el 29 de noviembre de 2008. Beyoncé realizó una versión de la canción de Billy Joel «Honesty» (1979) y la incluyó como pista extra en la edición platino del álbum. Recibió algo de atención en Japón, donde llegó al número 79 en 2009. Beyoncé también interpretó la canción en su gira I Am... World Tour (2009-10) en Corea del Sur, y con el tiempo llegó al número dos en la lista de sencillos de Corea en la semana del 17 de enero de 2010. En septiembre de 2009, «Radio» se utilizó en diferentes anuncios de televisión holandeses para promover las estaciones locales de radio, y así alcanzó el puesto número catorce en la lista Dutch Top 40 debido a las fuertes descargas digitales. Después del lanzamiento de I Am... Sasha Fierce - The Bonus Tracks, la nueva canción que apareció en el extended play, «Poison», se hizo muy popular en Corea del Sur y alcanzó la primera posición en la lista de sencillos de Corea en la semana del 7 de febrero de 2010. En febrero de 2010, una pista extra del álbum, «Why Don't you Love Me», se lanzó como sencillo promocional, y logró el primer lugar en la lista estadounidense Hot Dance Club Play, convertirse en el decimotercero número uno de Beyoncé en el conteo.

## Sencillos

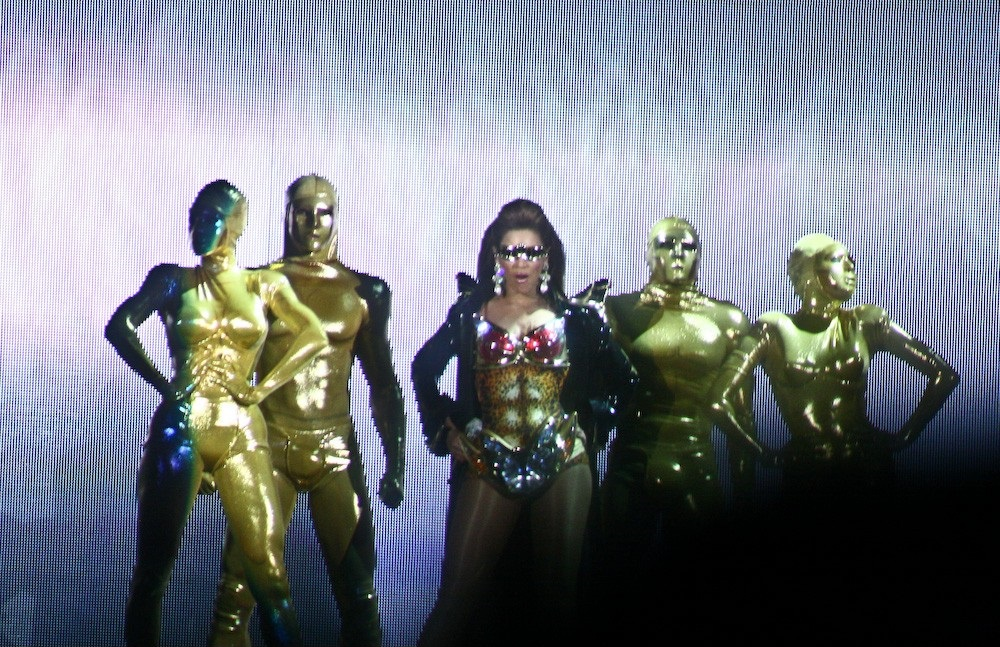
Beyoncé interpretando «Diva» durante su gira I Am... Tour en Hungría en 2009.

El 8 de octubre de 2008, se lanzaron los dos primeros sencillos del álbum, «If I Were a Boy», del primer lado I Am..., y «Single Ladies (Put a Ring on It)», del segundo lado Sasha Fierce. «If I Were a Boy» logró el puesto número uno en la lista estadounidense Billboard Hot 100. También consiguió la primera posición en ocho diferentes países. «Single Ladies (Put a Ring on It)» se convirtió en el quinto sencillo número uno de Beyoncé en Estados Unidos, y también obtuvo éxito en varios mercados internacionales, alcanzando un máximo entre los diez primeros puestos en todo el mundo. Ambos sencillos fueron certificados como diamante y cuádruple platino, respectivamente, por la Recording Industry Association of America (RIAA). «Diva» fue lanzado como tercer sencillo en Estados Unidos y logró el noveno puesto en la lista de dicho país, también llegó al número uno en la lista Hot R&B/Hip-Hop Songs, y fue certificada oro por la RIAA. El siguiente sencillo, «Halo», fue lanzado internacionalmente y logró entrar en el top diez en varias listas del mundo, incluyendo Estados Unidos, en el puesto número uno, Brasil, en el número uno, y Canadá, en el número tres. «Diva» y «Halo» fueron lanzados en varios países juntos el 20 de enero de 2009 por descarga digital, y el 3 de abril del mismo año como doble sencillo. «Ego» fue lanzado solamente en Estados Unidos, al igual que «Diva», el 19 de mayo de 2009, además contiene una versión con el rapero Kanye West. Logró entrar en el Hot 100 y el Hot R&B/Hip-Hop Songs en las posiciones treinta y nueve y tres, respectivamente.
Tras el transcurso de la gira en promoción del álbum, I Am... Tour, otros dos sencillos fueron lanzados internacionalmente. «Sweet Dreams» y «Broken-Hearted Girl» se publicaron como sexto y séptimo sencillo de I Am... Sasha Fierce. «Sweet Dreams» logró entrar entre los diez primeros puestos de varios países y el puesto número uno en Nueva Zelanda y fue certificada platino en Estados Unidos. «Broken-Hearted Girl» llegó al top cuarenta en varias listas de todo el mundo, a pesar de no ser certificada ni lanzada en los Estados Unidos. Tras casi un año de haber sido lanzado el álbum, «Video Phone» se lanzó como el último sencillo del álbum a finales de 2009. Esta canción contiene una versión extendida en colaboración con la cantante y compositora Lady Gaga. Además se convirtió en el decimocuarto número de Beyoncé en la lista de Billboard Dance/Club Play Songs. «Si yo fuera un chico», la versión en español de «If I Were a Boy» traducida por Rudy Pérez y mezclada por Andrés Bermúdez, fue lanzada como sencillo promocional en iTunes el 3 de febrero de 2009. En julio de 2010, se informó que las pistas digitales del álbum habían vendido un total de 12,3 millones de unidades en los Estados Unidos, además en ese mismo mes, «Why Don't you Love Me» se lanzó como sencillo promocional en Europa, y logró el número cincuenta y uno en la lista oficial de Reino Unido y la posición catorce en la lista UK R&B Singles.

## Promoción

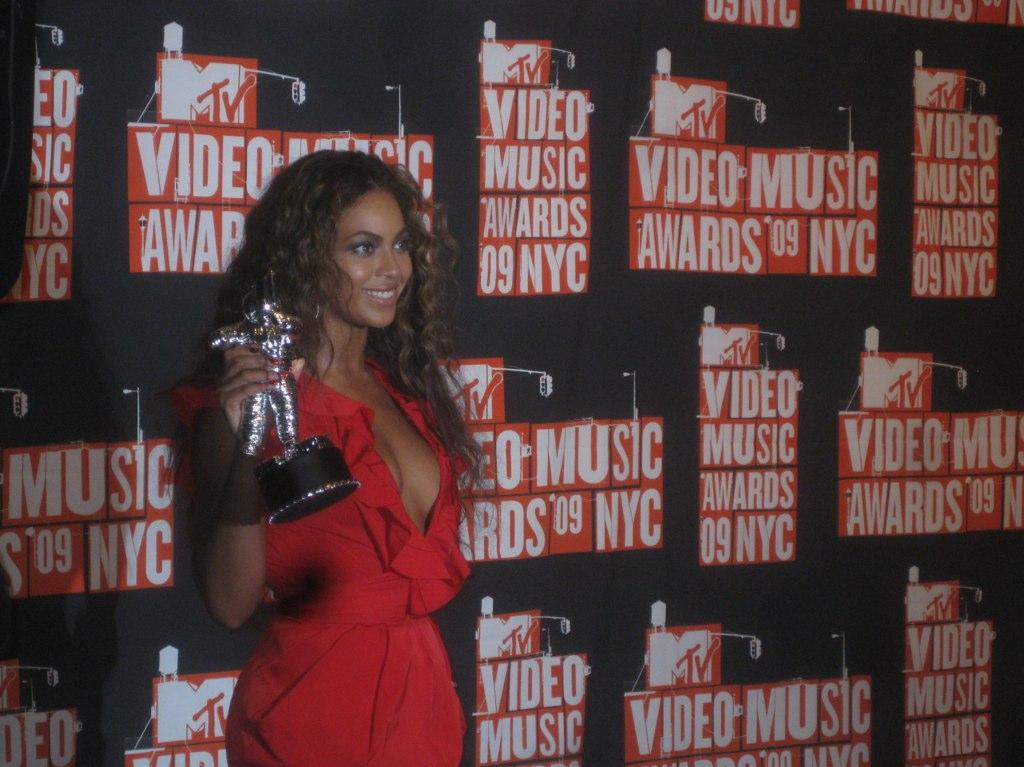
Beyoncé durante la alfombra roja de los MTV Video Music Awards en 2009, en donde interpretó «Single Ladies (Put a Ring on It)».

Beyoncé interpretó «Single Ladies (Put a Ring on It)» por primera vez en un concierto organizado por la estación de radio estadounidense Power 105.1 el 29 de octubre de 2008, Beyoncé interpretó por primera vez «If I Were a Boy» durante la gala de los MTV Europe Music Awards el 6 de noviembre del mismo año en Liverpool, Reino Unido. Luego volvió a interpretarlas en un Popurrí durante los World Music Awards de 2008 tres días después en Mónaco. Luego, la cantante se presentó en The Oprah Winfrey Show y cantó «If I Were a Boy» el 13 de noviembre. También Beyoncé se presentó en Saturday Night Live el 15 de noviembre e interpretó «Single Ladies». Esa noche en particular, Beyoncé también apareció en una parodia del vídeo musical de «Single Ladies (Put a Ring on It)», en donde las dos bailarinas de respaldo del vídeo fueron reemplazadas por el cantante de pop Justin Timberlake y miembros del elenco de Saturday Night Live, Andy Samberg y Bobby Moynihan. El día siguiente, Beyoncé cantó, acompañada de una banda en vivo, un popurrí entre «If I Were a Boy», «Single Ladies» y «Crazy in Love» durante el último episodio de Total Request Live. También el 18 de noviembre, Beyoncé realizó una presentación de «Single Ladies (Put a Ring on It)» en 106 & Park de BET y cinco días después durante los premios American Music de 2008. También interpretó «Single Ladies» durante The Ellen DeGeneres Show el 25 de noviembre de 2008, y en The Today Show en el Rockefeller Center el día siguiente. El 12 de diciembre del mismo año, Beyoncé interpretó «If I Were a Boy» durante la gala de los Premios 40 Principales en Madrid. El 9 de enero de 2009, Beyoncé interpretó «Single Ladies (Put a Ring on It)» junto a dos bailarines masculinos durante The Tyra Banks Show.
Luego del lanzamiento del cuarto sencillo del álbum, «Halo», Beyoncé interpretó la canción por primera vez durante los premios NAACP Image Award el 12 de febrero de 2009. También interpretó «Halo» durante Late Night with David Letterman, luego de una entrevista el 22 de abril. En mayo de 2009, Beyoncé apareció en MTV para hablar de su próximo sencillo «Ego». Ella aprovechó la oportunidad para hablar un poco sobre el álbum, diciendo que: «Una de las grandes cosas sobre el álbum es que es tan diverso». Beyoncé iba a interpretar «Sweet Dreams» durante los MTV Video Music Awards celebrados el 13 de septiembre. Sin embargo, Beyoncé solamente realizó el puente de «Sweet Dreams» al comienzo de su actuación, antes de cambiar a «Single Ladies (Put a Ring on It)». Billboard clasificó la presentación como una de las mejor interpretaciones de Beyoncé, hasta el momento. Aunque Beyoncé no interpretó «Sweet Dreams» en los MTV VMA, esta si fue presentada durante la ceremonia de los MTV Europe Music Awards el 5 de noviembre del mismo año. El 31 de enero de 2010, Beyoncé interpretó un popurrí entre «If I Were a Boy» y la canción de Alanis Morissette «You Oughta Know» (1995) durante la ceremonia de los Premios Grammy.

### Gira

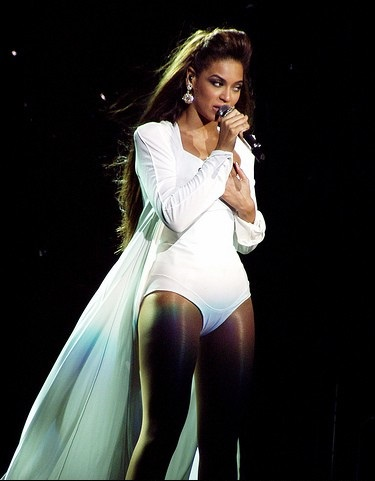
Beyoncé interpretando «Broken-Hearted Girl» durante la gira I Am... Tour.

Para promocionar el álbum, Beyoncé se embarcó en una gira mundial. I Am... Tour comenzó en Edmonton, Canadá el 26 de marzo de 2009. La etapa europea de la gira comenzó el 26 de abril del mismo año en Zagreb, Croacia y terminó el 9 de junio en Londres, Inglaterra. Once días después comenzó la tercera etapa de la gira en los Estados Unidos y terminó en agosto con un show acústico de cuatro días en el teatro Encore Las Vegas en Las Vegas Strip. El 15 de septiembre de 2009, la cuarta etapa inició en Melbourne, Australia y terminó el 24 de septiembre en Perth, Australia. Beyoncé también visitó Asia, Oriente Medio y África y volvió Europa en donde terminó la etapa de 2009 en Belfast, Irlanda. La gira terminó en Latinoamérica y el Caribe en febrero de 2010. Durante la gira, Beyoncé realizó un tributo a Michael Jackson; debido a su muerte, la cantante le dedicó a Jackson «Halo» en varias de sus presentaciones. De acuerdo con Pollstar, el tour ganó $ 17,2 millones entre el 1 de enero y 30 de junio de 2010, más la suma de $ 86 millones de los primeros 93 conciertos en 2009, el total de la gira fue de $ 103.2 millones para los 108 espectáculos. Mientras que Beyoncé estaba de gira, Columbia Records lanzó I Am... Yours: An Intimate Performance at Wynn Las Vegas, un álbum en vivo grabado durante los shows de Las Vegas, el 20 de noviembre de 2009 en un conjunto de CD y DVD. I Am... World Tour se grabó durante varias fechas de la gira incluyendo Brasil, Corea del Sur y Reino Unido. El álbum y DVD fue lanzado el 30 de noviembre de 2010. Ambos lanzamientos en vídeo lograron el número uno en la lista estadounidense Top Music Video.

## Recepción

### Comentarios de la crítica
Tras su lanzamiento, I Am ... Sasha Fierce recibió reseñas mixtas por parte de los críticos de música. En Metacritic, el cual asigna una calificación normalizada de 1 a 100 debido a los comentarios de la prensa dominante, el álbum recibió una puntuación media de 62, basado en 24 comentarios, lo que indica «críticas generalmente favorables». Sal Cinquemani de Slant Magazine comentó que «las fuerzas de I Am... Sasha Fierce... son sus canciones individuales [...] un testimonio para Beyoncé como una de las artistas más fiables de hoy en día», pero también señaló que «la disparidad real es su incapacidad para conciliar el sentimentalismo del adulto-contemporáneo de I Am con los más modernos y vanguardistas sonidos de Sasha Fierce». Adam Mattera de The Observer le dio dos de cinco estrellas y señaló a los dos discos por su falta de profundidad, indicando que «el disco 1 está demasiado ocupado persiguiendo formatos de radio para exponer a cualquier alma genuina [...] El lado de Sasha corta directamente a los negocios con el dispuesto sencillo "Radio" [...] y una sucesión de himnos de mujer independiente como "Single Ladies" y "Diva", lo que sin duda inspirará a drag queens de todo el mundo, pero dejan perplejos a la mayoría de los demás». Ryan Dombal de Pitchfork Media lo veía como la regresión de su álbum previo B'Day y declaró: «Nadie gana la batalla de Beyoncé contra Sasha — a menudo, el oyente pierde». El escritor de Allmusic Andy Kellman, encontró al disco doble «débil» y favoreció al segundo disco como «decente, aunque fácilmente olvidable y optimista». Él expresó que en el disco I Am..., «Beyoncé siente cada línea al máximo, lo que casi rescata la sobriedad del set». En su guía del consumidor para MSN Music, el crítico Robert Christgau dio al álbum una calificación de B y lo llamó «fiasco del mes», lo que indica «un mal registro, cuyos datos rara vez ameritan un mayor grado de reflexión». Christgau lo describió «poco de doble personalidad» como «profundamente insulso» y escribió que «hay tres buenas canciones en este artefacto de 11 pistas».
Jonás Weiner de Blender le dio tres de cinco estrellas y dijo que «Beyoncé sigue siendo una tienda de belleza feminista, rápida con el golpe amortiguador, y ella todavía describe la fiebre del amor con serenidad sobrenatural». Amy Linden de Vibe declaró: «Irónicamente, es el más dócil (y anónimo) personaje que el más intrigante, imponente y sexual [...] Beyoncé suena relajada, confiada, y si por ninguna otra razón no escuchas su intento, da en el blanco». Matos Michaelangelo de The A.V. Club le dio al álbum una calificación B- y dijo que «las dos mitades no necesariamente suenan mejor arrastrando los pies juntos, los dos son bastante desiguales». Stacey Anderson de Spin comentó que el primer disco «serpentea en [...] los cortes de tempo bajo» y llamó a Sasha «una dirección intrigante pero diluida». Nana Ekua Brew-Hammond de The Village Voice encontró no común al primer disco, I Am ..., pero afirmó que «Sasha Fierce no sufre crisis de identidad como tal. Descarada, de cabeza grande, de confrontante e ingeniosa, cada pista incendiaria te reta a dejar sus inhibiciones en su capa comprobante». Christian Hoard de la revista Rolling Stone señaló que las canciones lentas están «llenas de suaves y blandas líneas de autoafirmación», pero escribió que «el disco "Sasha" aún ofrece música más aventurera de Beyoncé». Colin McGuire de PopMatters llamó al álbum «un poco áspero alrededor de los bordes» e indicó que su disco Sasha Fierce es como «un viaje mucho más convincente bajo las vías del dance». Daniel Brockman de The Phoenix le dio al álbum tres de cuatro estrellas y recomendó «pasar directamente al disco dos». Leah Greenblatt de Entertainment Weekly escribió que el álbum ofrece «dos caras imperiosas» de Beyoncé y declaró: «La colección podría haber sido mejor servida si lo hubiera editado a un disco, en lugar de elaborar lo que al final parece un truco de marketing. Y mientras los fanáticos seguramente van a especular, no hay mucho en las letras que hagan que se sientan más reveladoras que sus anteriores emocionales con iniciativa».

### Recibimiento comercial
I Am ... Sasha Fierce hizo su primer debut en el número cinco en la lista de álbumes internacionales de Oricon de Japón y posteriormente se trasladó a la primera posición de la lista, convirtiéndose en el tercer álbum número uno de Beyoncé en ese país. El álbum debutó en el número uno en Billboard 200 de Estados Unidos, vendiendo 482 000 unidades en su primera semana y dándole a Beyoncé su tercer álbum número uno consecutivo en el país. Finalmente, la cantante se convirtió en la tercera artista femenina de la década del 2000 en tener sus tres primeros álbumes en el primer lugar de Billboard 200. El álbum vendió 1 459 000 copias en sus primeras seis semanas en el 2008 y fue el décimo álbum más vendido del 2008, según Billboard. Con este logro, Beyoncé finalmente igualó a Garth Brooks, Mariah Carey, y Shania Twain en tener un álbum en los diez primeros de la lista de fin de año de Nielsen SoundScan por quinta vez. En el 2009, el álbum continuó siendo unos de los más vendidos de ese año. También fue certificado doble platino en Estados Unidos por la Recording Industry Association of America. En abril de 2011, el álbum vendió alrededor de 2,9 millones de copias en los Estados Unidos de acuerdo con Nielsen SoundScan. En el Reino Unido, el álbum debutó en el número diez el 29 de noviembre de 2008, convirtiéndose en el álbum de Beyoncé con la entrada más baja a pesar de tener mejores ventas en la primera semana que su anterior álbum, B'Day. Tras la presentación de Beyoncé con la ganadora de la final de The X Factor, Alexandra Burke, el álbum logró la posición nueve el 27 de diciembre de 2008. Debido al éxito de sus sencillos en el Reino Unido y sobre todo por el éxito de «Sweet Dreams», I Am... Sasha Fierce cambió del número cinco a la segunda posición en su trigésima novena semana en la lista, el 16 de agosto de 2009.

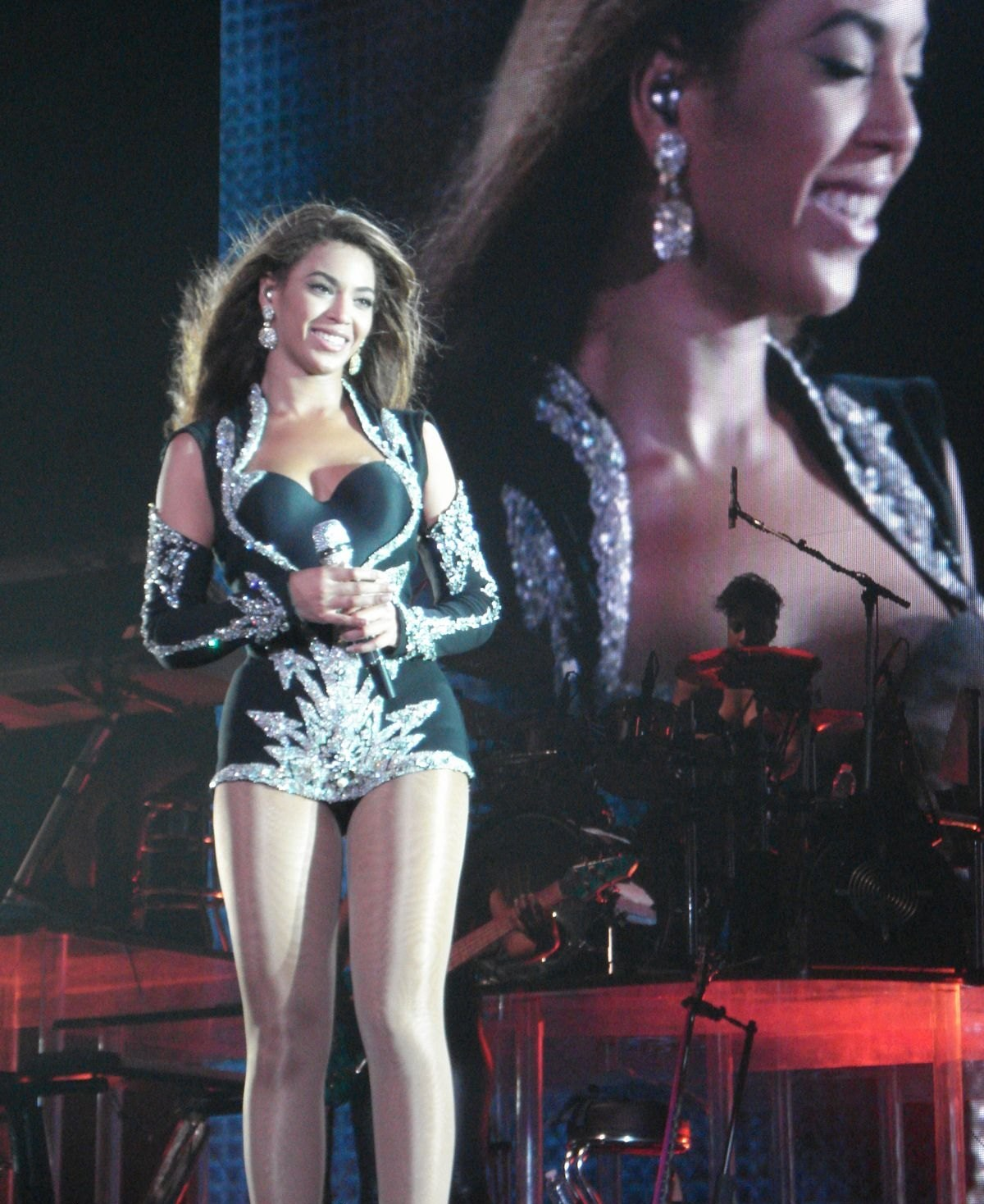
Beyoncé interpretando «Halo» durante el final de I Am... Tour en Bélgica.

En Irlanda, I Am... Sasha Fierce debutó en el número tres. Más tarde se encabezó la lista irlandesa durante dos semanas consecutivas a principios de enero de 2009, dándole a Beyoncé su segundo álbum número uno en ese país. En Australia, I Am... Sasha Fierce debutó en el número nueve a finales de noviembre de 2008 y alcanzó el puesto número ocho a comienzos de enero de 2009. Tras el éxito de los sencillos «Sweet Dreams» y «Broken-Hearted Girl», el álbum consiguió la posición número tres en dos ocasiones en octubre de 2009 y fue certificado triple platino el 23 de noviembre de 2009 por la Australian Recording Industry Association. En Nueva Zelanda, el álbum debutó en el número dieciséis a finales de noviembre de 2008, y luego alcanzó el puesto número seis a principios de marzo de 2009. Después de la creciente popularidad de sus sencillos, especialmente «Sweet Dreams», el álbum subió a puesto número tres el 21 de septiembre de 2009, logrando así su posición más alta. El álbum fue certificado platino el 26 de abril de 2009, después de veintitrés semanas en la lista, tras más de 15 000 copias vendidas. En España, el álbum debutó y alcanzó el puesto número siete el 26 de noviembre de 2008, y fue certificado platino, después de más de 60 000 copias vendidas, el 26 de octubre de 2009. El álbum llegó a ser certificado diamante en Brasil. Con este logro, Beyoncé fue descrita como un «fenómeno de ventas» por Alexandre Schiavo. Con más de 182 000 copias vendidas entre enero y octubre de 2009, I Am... Sasha Fierce es el tercer álbum entre los discos más vendidos en el país. Después de la ceremonia de los Premios Grammy del 2010, I Am... Sasha Fierce ascendió varias posiciones en diferentes listas en países como Suiza, Austria y Portugal en febrero de 2010. En marzo de 2011, el álbum vendió más de siete millones de copias en todo el mundo.

### Reconocimientos
Leah Greenblatt de Entertainment Weekly clasificó a I Am... Sasha Fierce en el número dos de su lista de los 10 mejores álbumes del 2008, afirmando que «"If I Were a Boy" y "Single Ladies (Put a Ring on It)" son sin duda los puntos destacados del álbum, aun así, la sorpresa es cómo satisfacen sistemáticamente el resto de esto». Mark Edward Nero de About.com lo clasificó en el noveno lugar en su lista de los mejores álbumes de R&B del 2008. Christian Gerard de la NBC Washington incluyó a I Am... Sasha Fierce en su conteo de «Menciones de Honor» al escribirlo en la lista de los mejores discos del 2008. La agencia ABS-CBN News and Current Affairs lo reconoció como el álbum más vendido de la doceava parte de 2008. El 6 de diciembre de 2010, con motivo del segundo aniversario del debut del álbum en la lista de álbumes Billboard 200, Kyle Anderson de MTV News escribió un artículo sobre el alter ego de Beyoncé, titulado «Beyoncé's Alter-Ego Tops The Charts: Wake-Up Video» en donde la producción y composición de I Am... Sasha Fierce fue elogiada y dijo que Beyoncé todavía trabaja «mejor y con audacia». El álbum ocupó el puesto número doce en la lista «Los mejores álbumes de la década de en la revista Rolling Stone», según sus lectores.

## Lista de canciones
Primera edición
| Disco uno: I Am... |                       |                                                                        |                                     |          |  |
| N.º                | Título                | Escritor(es)                                                           | Productor(es)                       | Duración |  |
| 1.                 | «If I Were a Boy»     | Toby Gad, BC Jean                                                      | Gad, Beyoncé Knowles                | 4:10     |  |
| 2.                 | «Halo»                | B. Knowles, Ryan Tedder, E. Kidd Bogart                                | Tedder, B. Knowles                  | 4:21     |  |
| 3.                 | «Disappear»           | Amanda Ghost, Hugo Chakrabongse, Dave McCracken, Ian Dench, B. Knowles | Ghost, McCracken, Dench, B. Knowles | 4:28     |  |
| 4.                 | «Broken-Hearted Girl» | Kenneth Edmonds, Mikkel S. Eriksen, Tor Erik Hermansen, B. Knowles     | StarGate, B. Knowles                | 4:39     |  |
| 5.                 | «Ave Maria»           | B. Knowles, Ghost, Dench, Makeba Riddick, Eriksen, Hermansen           | StarGate, B. Knowles                | 3:42     |  |
| 6.                 | «Satellites»          | Ghost, McCracken, Dench, B. Knowles                                    | Ghost, McCracken, Dench, B. Knowles | 3:07     |  |

| Pistas extras edición de lujo |                               |                                                               |                                       |          |  |
| N.º                           | Título                        | Escritor(es)                                                  | Productor(es)                         | Duración |  |
| 7.                            | «Smash into You»              | Christopher Stewart, Terius Nash, Thaddis Harrell, B. Knowles | Tricky Stewart, The-Dream, B. Knowles | 4:31     |  |
| 8.                            | «That's Why You're Beautiful» | Andrew Hey, James Fauntleroy II, B. Knowles                   | Hey, B. Knowles                       | 3:41     |  |

| Pista extra edición digital |                 |                                                    |               |          |  |
| N.º                         | Título          | Escritor(es)                                       | Productor(es) | Duración |  |
| 9.                          | «Save the Hero» | B. Knowles, Ali Tamposi, Rico Love, James Scheffer | Rico Love     | 4:34     |  |

| Pista extra edición latinoamericana |                        |              |                 |          |  |
| N.º                                 | Título                 | Escritor(es) | Productor(es)   | Duración |  |
| 10.                                 | «Si Yo Fuera un Chico» | Gad, Jean    | Gad, B. Knowles | 4:09     |  |

| Disco dos: Sasha Fierce |                                    |                                                 |                                            |          |  |
| N.º                     | Título                             | Escritor(es)                                    | Productor(es)                              | Duración |  |
| 1.                      | «Single Ladies (Put a Ring on It)» | Stewart, Nash, Harrell, B. Knowles              | Tricky Stewart, The-Dream                  | 3:13     |  |
| 2.                      | «Radio»                            | Scheffer, Rico Love, Dwayne Nesmith, B. Knowles | Jim Jonsin, D-Town, Rico Love, B. Knowles  | 3:38     |  |
| 3.                      | «Diva»                             | B. Knowles, Shondrae Crawford, Sean Garrett     | Bangladesh, Garrett, B. Knowles            | 3:21     |  |
| 4.                      | «Sweet Dreams»                     | B. Knowles, Scheffer, Wayne Wilkins, Rico Love  | Jim Jonsin, Wilkins, Rico Love, B. Knowles | 3:28     |  |
| 5.                      | «Video Phone»                      | B. Knowles, Crawford, Garrett, Angela Beyincé   | Bangladesh, Garrett, B. Knowles            | 3:35     |  |

| Pistas extras edición de lujo |                    |                                                                                          |                              |          |  |
| N.º                           | Título             | Escritor(es)                                                                             | Productor(es)                | Duración |  |
| 6.                            | «Hello»            | B. Knowles, Ramon Owen, David Quiñones, Bogart                                           | Reo, B. Knowles              | 4:17     |  |
| 7.                            | «Ego»              | Elvis Williams, Harold Lilly, B. Knowles                                                 | BlacElvis, Lilly, B. Knowles | 3:56     |  |
| 8.                            | «Scared of Lonely» | Rodney Jerkins, LaShawn Daniels, Crystal Johnson, Rico Love, Solange Knowles, B. Knowles | Jerkins, B. Knowles          | 3:42     |  |

| Pistas extra edición digital/pre-ordenada |                         |                                                                                        |                       |          |  |
| N.º                                       | Título                  | Escritor(es)                                                                           | Productor(es)         | Duración |  |
| 9.                                        | «Why Don't you Love Me» | B. Knowles, S. Knowles, Angela Beyincé, Eddie Smith III, Jesse Rankins, Jonathan Wells | Bama Boyz, B. Knowles | 3:37     |  |

Segunda edición
| Lista de canciones |                                                  |                                                                              |          |  |
| N.º                | Título                                           | Escritor(es)                                                                 | Duración |  |
| 1.                 | «If I Were a Boy»                                | Toby Gad, BC Jean                                                            | 4:10     |  |
| 2.                 | «Halo»                                           | B. Knowles, Ryan Tedder, Evan Kidd Bogart                                    | 4:21     |  |
| 3.                 | «Disappear»                                      | B. Knowles, Amanda Ghost, Hugo Chakrabongse, Dave McCracken, Ian Dench       | 4:28     |  |
| 4.                 | «Broken-Hearted Girl»                            | Kenneth "Babyface" Edmond, Mikkel S. Eriksen, Tor Erik Hermansen, B. Knowles | 4:39     |  |
| 5.                 | «Ave Maria»                                      | B. Knowles, Ghost, Dench, Makeba, Eriksen, Hermansen                         | 3:42     |  |
| 6.                 | «Smash into You»                                 | B. Knowles, Stewart, Nash, T. Harrell                                        | 4:31     |  |
| 7.                 | «Satellites»                                     | Ghost, McCracken, Dench, B. Knowles                                          | 3:07     |  |
| 8.                 | «That's Why You're Beautiful»                    | Andrew Hey, James Fauntleroy II, B. Knowles                                  | 3:41     |  |
| 9.                 | «Single Ladies (Put a Ring on It)»               | Christopher Stewart, Terius Nash, Thaddis "Kuk" Harrell, B. Knowles          | 3:13     |  |
| 10.                | «Radio»                                          | Scheffer, Rico Love, Dwayne Nesmith, B. Knowles                              | 3:38     |  |
| 11.                | «Diva»                                           | B. Knowles, Shondrae Crawford, Sean Garrett                                  | 3:21     |  |
| 12.                | «Sweet Dreams»                                   | B. Knowles, Scheffer, Wayne Wilkins, Love                                    | 3:28     |  |
| 13.                | «Video Phone»                                    | B. Knowles, Crawford, Garrett, Angela Beyincé                                | 3:35     |  |
| 14.                | «Hello»                                          | B. Knowles, Ramon Owen, David Quiñones, Bogart                               | 4:16     |  |
| 15.                | «Ego»                                            | Elvis "BlacElvis" Williams, Harold Lilly, B. Knowles                         | 3:56     |  |
| 16.                | «Scared of Lonely»                               | Darkchild, LaShawn Daniels, Cristyle, Love, Solange Knowles, B. Knowles      | 3:42     |  |
| 17.                | «Poison»                                         | Johntá Austin, Mikkel S. Eriksen, Tor Erik Hermansen, B. Knowles             | 4:02     |  |
| 18.                | «Video Phone» (remezcla extendida con Lady Gaga) | B. Knowles, Lady Gaga, Shondrae Crawford, Sean Garrett                       | 5:04     |  |

| Pistas extra edición Wal-Mart |                         |                                                   |               |          |  |
| N.º                           | Título                  | Escritor(es)                                      | Productor(es) | Duración |  |
| 19.                           | «Why Don't You Love Me» | B. Knowles, S. Knowles, Angela Beyincé, Bama Boyz |               | 3:37     |  |

Edición platino
| Disco uno: I Am... Sasha Fierce |                                    |                                                                              |          |  |
| N.º                             | Título                             | Escritor(es)                                                                 | Duración |  |
| 1.                              | «Single Ladies (Put a Ring on It)» | Christopher Stewart, Terius Nash, Thaddis "Kuk" Harrell, Knowles             | 3:13     |  |
| 2.                              | «Diva»                             | B. Knowles, Shondrae Crawford, Sean Garrett                                  | 3:21     |  |
| 3.                              | «Ego»                              | Elvis "BlacElvis" Williams, Harold Lilly, B. Knowles                         | 3:56     |  |
| 4.                              | «Halo»                             | B. Knowles, Ryan Tedder, Evan Kidd Bogart                                    | 4:21     |  |
| 5.                              | «If I Were a Boy»                  | Toby Gad, BC Jean                                                            | 4:10     |  |
| 6.                              | «Smash into You»                   | B. Knowles, Stewart, Nash, T. Harrell                                        | 4:31     |  |
| 7.                              | «Sweet Dreams»                     | B. Knowles, Scheffer, Wayne Wilkins, Rico Love                               | 3:28     |  |
| 8.                              | «Broken-Hearted Girl»              | Kenneth "Babyface" Edmond, Mikkel S. Eriksen, Tor Erik Hermansen, B. Knowles | 4:39     |  |
| 9.                              | «Scared of Lonely»                 | Darkchild, LaShawn Daniels, Cristyle, Rico Love, S. Knowles, B. Knowles      | 3:42     |  |
| 10.                             | «That's Why You're Beautiful»      | Andrew Hey, James Fauntleroy II, B. Knowles                                  | 3:41     |  |
| 11.                             | «Hello»                            | B. Knowles, Ramon Owen, David Quiñones, Bogart                               | 4:16     |  |
| 12.                             | «Radio»                            | B. Knowles, Scheffer, Love, Dwayne Nesmith                                   | 4:16     |  |
| 13.                             | «Video Phone»                      | B. Knowles, Crawford, Garrett, Angela Beyincé                                | 3:35     |  |
| 14.                             | «Ego» (Remix con Kanye West)       | Elvis "BlacElvis" Williams, Harold Lilly, B. Knowles                         | 4:44     |  |
| 15.                             | «Why Don't You Love Me»            | B. Knowles, S. Knowles, Angela Beyincé, Bama Boyz                            | 3:37     |  |
| 16.                             | «Honesty»                          | Billy Joel, Ramone, Knowles                                                  | 3:47     |  |
| 17.                             | «Save the Hero»                    | B. Knowles, Ali Tamposi, Rico Love, James Scheffer                           | 4:34     |  |
| 18.                             | «Satellites»                       | Ghost, McCracken, Dench, B. Knowles                                          | 3:07     |  |
| 19.                             | «Disappear»                        | B. Knowles, Amanda Ghost, Hugo Chakrabongse, Dave McCracken, Ian Dench       | 4:28     |  |
| 20.                             | «Ave Maria»                        | B. Knowles, Ghost, Dench, Makeba, Eriksen, Hermansen                         | 3:42     |  |

| Pistas extras iTunes Store |                                    |          |  |
| N.º                        | Título                             | Duración |  |
| 21.                        | «Ego» (Slang "Big Ego" Club Remix) | 6:18     |  |
| 22.                        | «Diva» (Karmatronic Club Remix)    | 5:05     |  |

| Disco dos: Above and Beyoncé – Video Collection |                                    |          |  |
| N.º                                             | Título                             | Duración |  |
| 1.                                              | «If I Were a Boy»                  | 5:05     |  |
| 2.                                              | «Single Ladies (Put a Ring on It)» | 3:19     |  |
| 3.                                              | «Diva»                             | 4:05     |  |
| 4.                                              | «Halo»                             | 3:45     |  |
| 5.                                              | «Broken-Hearted Girl»              | 4:40     |  |
| 6.                                              | «Ego» (Remix con Kanye West)       | 4:53     |  |
| 7.                                              | «Ego» (Fan Exclusive)              | 3:58     |  |
| 8.                                              | «Sweet Dreams»                     | 4:01     |  |
| 9.                                              | «Behind the Scenes»                | 20:00    |  |

The Bonus Tracks EP
| I Am... Sasha Fierce – The Bonus Tracks EP |                                                  |                                                                  |          |  |
| N.º                                        | Título                                           | Escritor(es)                                                     | Duración |  |
| 1.                                         | «Video Phone» (remezcla extendida con Lady Gaga) | B. Knowles, Gaga, Shondrae Crawford, Sean Garrett                | 5:04     |  |
| 2.                                         | «Why Don't You Love Me»                          | B. Knowles, S. Knowles, Angela Beyincé, Bama Boyz                | 3:37     |  |
| 3.                                         | «Poison»                                         | Johntá Austin, Mikkel S. Eriksen, Tor Erik Hermansen, B. Knowles | 4:02     |  |

Notas
- La edición de lujo en iTunes contiene los videos de «If I Were a Boy» y «Single Ladies (Put a Ring on It)».[198][206]
- En la versión digital de la primera edición, «Why Don't You Love Me» está ubicada incluida como la sexta pista.[201]

## Listas y certificaciones
| País (Lista)                                 | Mejor posición |
| -------------------------------------------- | -------------- |
| Alemania (Media Control Charts)              | 17             |
| Argentina (CAPIF)                            | 7              |
| Australia (ARIA Charts)                      | 3              |
| Australia (ARIA Urban Charts)                | 1              |
| Austria (Ö3 Austria Top 40)                  | 20             |
| Brasil (ABPD)                                | 1              |
| Bélgica — Flanders (Ultratop 50)             | 10             |
| Bélgica — Valonia (Ultratop 40)              | 32             |
| Canadá (Canadian Albums Chart)               | 6              |
| Croacia (Music of Croatia)                   | 1              |
| Dinamarca (Tracklisten)                      | 25             |
| Escocia (Scottish Albums Chart)              | 3              |
| España (PROMUSICAE)                          | 7              |
| Estados Unidos (Billboard 200)               | 1              |
| Estados Unidos (Top R&B/Hip-Hop Albums)      | 1              |
| Estados Unidos (Tastemaker Albums)           | 1              |
| Estados Unidos (Digital Albums)              | 2              |
| Francia (SNEP)                               | 20             |
| Grecia (IFPI Grecia)                         | 3              |
| Hungría (Mahasz)                             | 8              |
| Irlanda (IRMA)                               | 1              |
| Italia (FIMI)                                | 16             |
| Japón (Oricon)                               | 3              |
| Japón (Oricon International Albums)          | 1              |
| México (AMPROFON)                            | 66             |
| Noruega (VG-lista)                           | 24             |
| Nueva Zelanda (RIANZ)                        | 3              |
| Países Bajos (MegaCharts)                    | 6              |
| Polonia (Polish Music Charts)                | 5              |
| Portugal (Associação Fonográfica Portuguesa) | 2              |
| Reino Unido (UK Albums Chart)                | 2              |
| Reino Unido (UK R&B Chart)                   | 1              |
| República Checa (IFPI)                       | 5              |
| Rusia (Tophit)                               | 8              |
| Suecia (Sverigetopplistan)                   | 5              |
| Suiza (Schweizer Hitparade)                  | 7              |
| Unión Europea (European Hot 100 Albums)      | 3              |

| País            | Certificaciones |
| --------------- | --------------- |
| Alemania        | Platino         |
| Australia       | 3× platino      |
| Austria         | Oro             |
| Bélgica         | Platino         |
| Brasil          | Diamante        |
| Canadá          | 3× platino      |
| China           | Oro             |
| España          | Platino         |
| Estados Unidos  | 2x Platino      |
| Grecia          | Platino         |
| Hungría         | Oro             |
| Irlanda         | 2× platino      |
| Italia          | Platino         |
| Japón           | Oro             |
| Nueva Zelanda   | Platino         |
| Oriente Próximo | Platino         |
| Polonia         | 2x Platino      |
| Portugal        | Platino         |
| Reino Unido     | 5× platino      |
| Rusia           | Platino         |
| Suecia          | Oro             |
| Suiza           | Oro             |
| Unión Europea   | 2× platino      |

| Lista (2008)                            | Posición |
| --------------------------------------- | -------- |
| Australia (ARIA Charts)                 | 50       |
| Australia (ARIA Urban Charts)           | 6        |
| Estados Unidos (Billboard 200)          | 10       |
| Francia (SNEP)                          | 176      |
| Grecia (IFPI Grecia)                    | 25       |
| Países Bajos (MegaCharts)               | 75       |
| Reino Unido (UK Albums Chart)           | 38       |
| Lista (2009)                            | Posición |
| Alemania (Media Control Charts)         | 42       |
| Australia (ARIA Charts)                 | 10       |
| Australia (ARIA Urban Charts)           | 2        |
| Austria (Ö3 Austria Top 40)             | 69       |
| Bélgica - Flanders (Ultratop 50)        | 14       |
| Bélgica - Valonia (Ultratop 40)         | 57       |
| Canadá (Canadian Albums Chart)          | 12       |
| Dinamarca (Tracklisten)                 | 58       |
| Estados Unidos (Billboard 200)          | 2        |
| Estados Unidos (Top R&B/Hip-Hop Albums) | 1        |
| Francia (SNEP)                          | 104      |
| Hungría (Mahasz)                        | 18       |
| Irlanda (Irish Albums Chart)            | 5        |
| Italia (FIMI)                           | 58       |
| Nueva Zelanda (RIANZ)                   | 15       |
| Países Bajos (MegaCharts)               | 11       |
| Polonia (Polish Music Charts)           | 53       |
| Reino Unido (UK Albums Chart)           | 7        |
| Suecia (Sverigetopplistan)              | 28       |
| Suiza (Schweizer Hitparade)             | 31       |
| Unión Europea (European Hot 100 Albums) | 4        |
| Lista (2010)                            | Posición |
| Australia (ARIA Charts)                 | 61       |
| Australia (ARIA Urban Charts)           | 9        |
| Estados Unidos (Billboard 200)          | 84       |
| Estados Unidos (Top R&B/Hip-Hop Albums) | 25       |
| Unión Europea (European Hot 100 Albums) | 34       |

### Sencillos
| Año  | Sencillo                           | Posiciones | Posiciones | Posiciones | Posiciones | Posiciones | Posiciones | Posiciones | Posiciones | Posiciones | Posiciones | Certificaciones                                                                                                   |
| Año  | Sencillo                           | ALE        | AUS        | CAN        | EUA        | EUA R&B    | EUA DANCE  | FRA        | IRL        | NZL        | RU         | Certificaciones                                                                                                   |
| ---- | ---------------------------------- | ---------- | ---------- | ---------- | ---------- | ---------- | ---------- | ---------- | ---------- | ---------- | ---------- | --- |
| 2008 | «If I Were a Boy»                  | 3          | 3          | 4          | 3          | 16         | 2          | 5          | 2          | 2          | 1          | - ARIA: Platino - BPI: Oro - BVMI: Oro - CRIA: 2× platino - IFPI SWI: Platino - RIAA: 2× platino - RIANZ: Platino |
| 2008 | «Single Ladies (Put a Ring on It)» | -          | 5          | 2          | 1          | 1          | 1          | 68         | 4          | 2          | 7          | - ARIA: 3× platino - BPI: Oro - CRIA: 2× platino - RIAA: 4× platino - RIANZ: Platino                              |
| 2009 | «Diva»                             | -          | 40         | -          | 19         | 3          | 1          | -          | 50         | 26         | 72         | - RIAA: Oro |
| 2009 | «Halo»                             | 5          | 3          | 3          | 5          | 16         | 1          | 183        | 4          | 2          | 4          | - ARIA: 3× platino - BPI: Oro - BVMI: Oro - CRIA: Platino - IFPI SWI: Platino - RIAA: 2× platino - RIANZ: Platino |
| 2009 | «Ego»                              | -          | -          | -          | 39         | 3          | -          | -          | -          | 11         | 60         | - RIANZ: Oro |
| 2009 | «Sweet Dreams»                     | 8          | 2          | 17         | 10         | 48         | 1          | -          | 4          | 1          | 5          | - ARIA: Platino - RIAA: Platino - RIANZ: Platino                                                                  |
| 2009 | «Broken-Hearted Girl»              | 14         | 14         | -          | -          | -          | -          | -          | 20         | -          | 27         | |
| 2009 | «Video Phone»                      | -          | 31         | -          | 65         | 37         | 1          | -          | -          | 32         | 58         | |

### Sucesión en listas
| Predecesor: Exclusive de Chris Brown BLAZIN' 2009 by Various – mixed de DJ Nino R.O.O.T.S. de Flo Rida The E.N.D. de Black Eyed Peas                                                | Australia (ARIA Urban Charts) Álbum Nro 1 24 de noviembre de 2008 — 1 de febrero de 2009 2 de marzo de 2009 — 22 de abril de 2009 27 de abril de 2009 — 24 de mayo de 2009 28 de septiembre de 2009 — 11 de octubre de 2009                                                                                    | Sucesor: BLAZIN' 2009 by Various – mixed de DJ Nino R.O.O.T.S. de Flo Rida Relapse de Eminem The E.N.D. de Black Eyed Peas                                                                        |
| Predecesor: Fearless de Taylor Swift | Estados Unidos (Billboard 200) Álbum Nro 1 6 de diciembre de 2008 — 13 de diciembre de 2009 | Sucesor: 808s & Heartbreak de Kanye West |
| Predecesor: Thr33 Ringz de T-Pain 808s & Heartbreak de Kanye West | Estados Unidos (Top R&B/Hip-Hop Albums) Álbum Nro 1 6 de diciembre de 2008 — 13 de diciembre de 2008 20 de diciembre de 2008 — 27 de diciembre de 2008 | Sucesor: 808s & Heartbreak de Kanye West onmyradio de Musiq Soulchild |
| Predecesor: The Circus de Take That | Irlanda (IRMA) Álbum Nro 1 8 de enero de 2009 — 22 de enero de 2009 | Sucesor: Songs for You, Truths for Me de James Morrison |
| Predecesor: The Circus de Take That Spirit de Leona Lewis Good Girl Gone Bad: Reloaded de Rihanna Lovesongs de Luther Vandross R.O.O.T.S. de Flo Rida The E.N.D. de Black Eyed Peas | Reino Unido (UK R&B Chart) Álbum Nro 1 23 de noviembre de 2008 — 3 de enero de 2009 11 de enero de 2009 — 24 de enero de 2009 1 de febrero de 2009 — 14 de febrero de 2009 22 de febrero de 2009 — 14 de marzo de 2009 22 de abril de 2009 — 16 de mayo de 2009 30 de agosto de 2009 — 5 de septiembre de 2009 | Sucesor: Spirit de Leona Lewis Good Girl Gone Bad: Reloaded de Rihanna Lovesongs de Luther Vandross Freedom de Akon R&B Collection – Summer 2009 de Artistas varios The E.N.D. de Black Eyed Peas |

| Predecesor: As I Am de Alicia Keys (2008) | Estados Unidos (Top R&B/Hip-Hop Albums) Álbum del año 2009 | Sucesor: Recovery de Eminem (2010) |

## Premios y nominaciones
Premios y nominaciones obtenidos por I Am... Sasha Fierce:
| Año  | Ceremonia de premiación          | Trabajo nominado                   | Categoría                                  | Resultado | Ref.    |
| ---- | -------------------------------- | ---------------------------------- | ------------------------------------------ | --------- | ------- |
| 2009 | American Music Awards            | I Am... Sasha Firece               | Álbum favorito de Soul/R&B                 | Nominado  | [ 286 ] |
| 2009 | American Music Awards            | Beyoncé                            | Artista femenina favorita de Pop/Rock      | Nominado  | [ 286 ] |
| 2009 | American Music Awards            | Beyoncé                            | Artista femenina favorita de Soul/R&B      | Ganador   | [ 286 ] |
| 2009 | BET Awards                       | Beyoncé                            | Mejor artista femenina de R&B              | Ganador   | [ 287 ] |
| 2009 | BET Awards                       | «Single Ladies (Put a Ring on It)» | Premio Viewers Choice del año              | Nominado  | [ 287 ] |
| 2009 | BET Awards                       | «Single Ladies (Put a Ring on It)» | Vídeo de año                               | Ganador   | [ 287 ] |
| 2009 | BET Awards                       | «If I Were a Boy»                  | Vídeo de año                               | Nominado  | [ 287 ] |
| 2009 | Billboard Music Awards           | Beyoncé                            | Premio Billboard a la mujer del año        | Ganador   | [ 288 ] |
| 2009 | Premios Brit                     | Beyoncé                            | Mejor artista femenina internacional       | Nominado  | [ 289 ] |
| 2009 | International Dance Music Awards | «Single Ladies (Put a Ring on It)» | Mejor pista dance de R&B/Urbano            | Nominado  | [ 290 ] |
| 2009 | Premios MOBO                     | «Single Ladies (Put a Ring on It)» | Mejor vídeo                                | Ganador   | [ 291 ] |
| 2009 | Premios MOBO                     | I Am... Sasha Fierce               | Mejor álbum                                | Nominado  | [ 291 ] |
| 2009 | Premios MOBO                     | Beyoncé                            | Mejor acto internacional                   | Ganador   | [ 291 ] |
| 2009 | MTV Video Music Awards           | «Single Ladies (Put a Ring on It)» | Vídeo del año                              | Ganador   | [ 292 ] |
| 2009 | MTV Video Music Awards           | «Single Ladies (Put a Ring on It)» | Mejor vídeo femenino                       | Nominado  | [ 292 ] |
| 2009 | MTV Video Music Awards           | «Single Ladies (Put a Ring on It)» | Mejor vídeo pop                            | Nominado  | [ 292 ] |
| 2009 | MTV Video Music Awards           | «Single Ladies (Put a Ring on It)» | Mejor dirección en un vídeo                | Nominado  | [ 292 ] |
| 2009 | MTV Video Music Awards           | «Single Ladies (Put a Ring on It)» | Mejor edición                              | Ganador   | [ 292 ] |
| 2009 | MTV Video Music Awards           | «Single Ladies (Put a Ring on It)» | Mejor efectos especiales en un vídeo       | Nominado  | [ 292 ] |
| 2009 | MTV Video Music Awards           | «Single Ladies (Put a Ring on It)» | Mejor dirección de arte en un vídeo        | Nominado  | [ 292 ] |
| 2009 | MTV Video Music Awards           | «Single Ladies (Put a Ring on It)» | Mejor cinematografía en un vídeo           | Nominado  | [ 292 ] |
| 2009 | MTV Video Music Awards           | «Single Ladies (Put a Ring on It)» | Mejor coreografía en un vídeo              | Ganador   | [ 292 ] |
| 2009 | Premios MTV Australia            | «Single Ladies (Put a Ring on It)» | Mejor vídeo                                | Nominado  | [ 293 ] |
| 2009 | Premios MTV Australia            | «Single Ladies (Put a Ring on It)» | Mejores movimientos                        | Nominado  | [ 293 ] |
| 2009 | MTV Europe Music Awards          | Beyoncé                            | Mejor acto en vivo                         | Nominado  | [ 294 ] |
| 2009 | MTV Europe Music Awards          | Beyoncé                            | Mejor femenina                             | Ganador   | [ 294 ] |
| 2009 | MTV Europe Music Awards          | «Single Ladies (Put a Ring on It)» | Mejor vídeo                                | Ganador   | [ 294 ] |
| 2009 | MTV Europe Music Awards          | «Halo»                             | Mejor canción                              | Ganador   | [ 294 ] |
| 2009 | MTV Video Music Awards Japan     | «If I Were a Boy»                  | Mejor vídeo femenino                       | Nominado  | [ 295 ] |
| 2009 | NRJ Music Awards                 | Beyoncé                            | Artista internacional del año              | Nominado  | [ 296 ] |
| 2009 | Premios 40 Principales           | Beyoncé                            | Mejor artista internacional                | Nominado  | [ 297 ] |
| 2009 | Premios Oye!                     | I Am... Sasha Fierce               | Álbum del año                              | Nominado  | [ 298 ] |
| 2009 | Soul Train Music Awards          | Beyoncé                            | Mejor artista femenina de R&B/Soul         | Ganador   | [ 299 ] |
| 2009 | Soul Train Music Awards          | «Single Ladies (Put a Ring on It)» | Canción del año                            | Ganador   | [ 299 ] |
| 2009 | Soul Train Music Awards          | «Single Ladies (Put a Ring on It)» | Grabación del año                          | Nominado  | [ 299 ] |
| 2009 | Soul Train Music Awards          | I Am... Sasha Fierce               | Álbum del año                              | Ganador   | [ 299 ] |
| 2009 | Teen Choice Awards               | Beyoncé                            | Choice Music: artista de R&B               | Ganador   | [ 300 ] |
| 2009 | Teen Choice Awards               | Beyoncé                            | Choice: Chica sexy                         | Nominado  | [ 300 ] |
| 2009 | Teen Choice Awards               | «Single Ladies (Put a Ring on It)» | Mejor canción R&B                          | Ganador   | [ 300 ] |
| 2009 | Teen Choice Awards               | «Halo»                             | Mejor canción de amor                      | Nominado  | [ 300 ] |
| 2009 | Teen Choice Awards               | I Am... Sasha Fierce               | Mejor álbum:Artista femenina               | Nominado  | [ 300 ] |
| 2010 | ASCAP Pop Music Awards           | «Halo»                             | Canción más interpretada                   | Ganador   | [ 301 ] |
| 2010 | ASCAP Pop Music Awards           | «Single Ladies (Put a Ring on It)» | Canción más interpretada                   | Ganador   | [ 301 ] |
| 2010 | ASCAP Pop Music Awards           | «Sweet Dreams»                     | Canción más interpretada                   | Ganador   | [ 301 ] |
| 2010 | ASCAP Rhythm & Soul Music Awards | «Diva»                             | Mejor canción R&B/Hip-Hop                  | Ganador   | [ 302 ] |
| 2010 | ASCAP Rhythm & Soul Music Awards | Ego                                | Mejor canción R&B/Hip-Hop                  | Ganador   | [ 302 ] |
| 2010 | ASCAP Rhythm & Soul Music Awards | «Single Ladies (Put a Ring on It)» | Mejor canción R&B/Hip-Hop                  | Ganador   | [ 302 ] |
| 2010 | BET Awards                       | «Video Phone»                      | Vídeo del año                              | Ganador   | [ 303 ] |
| 2010 | BET Awards                       | «Video Phone»                      | Mejor colaboración                         | Nominado  | [ 303 ] |
| 2010 | BET Awards                       | «Sweet Dreams»                     | Vídeo más visto                            | Nominado  | [ 303 ] |
| 2010 | BET Awards                       | Beyoncé                            | Mejor artista femenina de R&B              | Nominado  | [ 303 ] |
| 2010 | Premios Grammy                   | I Am... Sasha Fierce               | Álbum del año                              | Nominado  | [ 304 ] |
| 2010 | Premios Grammy                   | I Am... Sasha Fierce               | Álbum R&B contemporáneo                    | Ganador   | [ 304 ] |
| 2010 | Premios Grammy                   | «Halo»                             | Grabación del año                          | Nominado  | [ 304 ] |
| 2010 | Premios Grammy                   | «Halo»                             | Mejor interpretación femenina vocal de pop | Ganador   | [ 304 ] |
| 2010 | Premios Grammy                   | «Single Ladies (Put a Ring on It)» | Canción del año                            | Ganador   | [ 304 ] |
| 2010 | Premios Grammy                   | «Single Ladies (Put a Ring on It)» | Mejor canción de R&B                       | Ganador   | [ 304 ] |
| 2010 | Premios Grammy                   | «Single Ladies (Put a Ring on It)» | Mejor interpretación vocal de R&B femenina | Ganador   | [ 304 ] |
| 2010 | Premios Grammy                   | «Ego» (Remix con Kanye West)       | Mejor colaboración de rap/cantada          | Nominado  | [ 304 ] |
| 2010 | MTV Video Music Awards           | «Video Phone»                      | Mejor colaboración en un vídeo             | Nominado  | [ 305 ] |
| 2010 | MTV Video Music Awards           | «Video Phone»                      | Mejor vídeo femenino                       | Nominado  | [ 305 ] |
| 2010 | MTV Video Music Awards           | «Video Phone»                      | Mejor vídeo pop                            | Nominado  | [ 305 ] |
| 2010 | MTV Video Music Awards           | «Video Phone»                      | Mejor dirección de arte en un vídeo        | Nominado  | [ 305 ] |
| 2010 | MTV Video Music Awards           | «Video Phone»                      | Mejor coreografía en un vídeo              | Nominado  | [ 305 ] |
| 2010 | World Music Awards               | «Single Ladies (Put a Ring on It)» | Mejor sencillo mundial                     | Nominado  | [ 306 ] |

## Créditos y personal
Créditos adaptados de Allmusic y las notas del álbum.
| Administrativo - A&R – Max Gousse, Beyoncé, Mathew Knowles - Administración – Tim Blacksmith, Danny D - Administración de A&R – Juli Knapp - Coordinación de A&R – Alexandra Velella | - Coordinador de A&R – Jake McKim - Mercadotecnia – Quincy Jackson - Productora ejecutiva – Beyoncé, Mathew Knowles |

Créditos vocales
| - Voz principal – Beyoncé - Artista invitados – Kanye West, Lady Gaga | - Coristas – Beyoncé, Rico Love |

Efectos visuales, portada y fotografía
| - Director artístico – Fusako Chubachi - Vestuario – Jean-Paul Gaultier, Thierry Mugler - Estilista – Kimberly Kimble - Logotipo – ilovedust | - Maquillaje – Francesca Tolot - Manicurista – Lisa Logan - Fotografía – Peter Lindbergh - Estilista de vestuario – Ty Hunter |

Instrumentos
| - Batería – Jens Gad, Steven «Steven J.» Jordan, Syience - Guitarra- Ian Dench, Syience - Trompa – Philip Margiziotis | - Piano- Ryan Tedder - Trompeta – Dontae Winslow - Instrumentación musical – Mikkel S. Eriksen, Toby Gad |

Créditos técnicos
| - Arreglo musical – Beyoncé, Toby Gad, Ryan Tedder - Reproducción auditiva – Beyoncé, Rico Love, Ian Dench, Chris «Tricky» Stewart, Dave McCracken, Amanda Ghost, Wayne Wilkins, Ryan Tedder, Shondrae Crawford, Sean Garrett, The-Dream, Rico Love, DTown, BC Jean - Compositores – Beyoncé, Kenneth «Babyface» Edmonds, Christopher Stewart, Dave McCracken, James Scheffer, Amanda Ghost, Wayne Wilkins, Tor Erik Hermanson, Dwayne Nesmith, Shondrae Crawford, Sean Garrett, The-Dream, Rico Love, Mikkel S. Eriksen, E. Kidd Bogart, Makeba, Hugo Chakrabongse, BC Jean, Rodney Jerkins, LaShawn Daniels, Crystal Johnson, Solange Knowles - Ingenieros musicales – Jim Caruana, Toby Gad, Mikkel S. Eriksen, Kuk Harrell, Andrew Hey, Jim Jonsin, Miles Walker, Ryan Tedder, Brian «B Luv» Thomas, Marcos Tovar, Radio Killa - Asistente de ingeniería – Kory Aaron, Christian Baker, David Boyd, Michael Paul Miller, Johntá Austin, Lady Gaga | - Masterización – Tom Coyne - Mezcla – Jim Caruana, Matt Green, Jim Jonsin, Dave Pensado, Mark «Spike» Stent, Wayne Wilkins, Andrew Wuepper, Randy Urbanski, Jaycen Joshua - Asistentes de mezcla – Matt Green, Andrew Wuepper, Randy Urbanski - Productores – Beyoncé, Bama Boyz, Bangladesh, D-Town, Darkchild, Ian Dench, The-Dream, Toby Gad, Sean Garrett, Amanda Ghost, Andrew Hey, Jim Jonsin, Harold Lilly, Rico Love, Dave McCracken, Ramon Owen, Stargate, Chris «Tricky» Stewart, Ryan Tedder, Wayne Wilkins, Elvis Williams, Radio Killa - Grabación vocal – Jim Caruana - Producción vocal – Beyoncé Knowles, Rico Love |

## Historial de lanzamientos

### 2008
| País           | Fecha           | Formato                                                        | Discográfica                                |
| -------------- | --------------- | -------------------------------------------------------------- | ------------------------------------------- |
| Alemania       | 14 de noviembre | Edición estándar, edición de lujo (Doble CD, descarga digital) | Sony BMG Music Entertainment                |
| Irlanda        | 14 de noviembre | Edición estándar, edición de lujo (Doble CD, descarga digital) | Sony BMG Music Entertainment                |
| Italia         | 14 de noviembre | Edición estándar, edición de lujo (Doble CD, descarga digital) | Sony BMG Music Entertainment                |
| México         | 14 de noviembre | Edición estándar, edición de lujo (Doble CD, descarga digital) | Sony BMG Music Entertainment                |
| Suiza          | 14 de noviembre | Edición estándar, edición de lujo (Doble CD, descarga digital) | Sony BMG Music Entertainment                |
| Noruega        | 14 de noviembre | Edición estándar, edición de lujo (Doble CD, descarga digital) | Sony BMG Music Entertainment                |
| Australia      | 17 de noviembre | Edición estándar, edición de lujo (Doble CD, descarga digital) | Sony BMG Music Entertainment                |
| Austria        | 17 de noviembre | Edición estándar, edición de lujo (Doble CD, descarga digital) | Sony BMG Music Entertainment                |
| Bélgica        | 17 de noviembre | Edición estándar, edición de lujo (Doble CD, descarga digital) | Sony BMG Music Entertainment                |
| Dinamarca      | 17 de noviembre | Edición estándar, edición de lujo (Doble CD, descarga digital) | Sony BMG Music Entertainment                |
| Francia        | 17 de noviembre | Edición estándar, edición de lujo (Doble CD, descarga digital) | Sony BMG Music Entertainment                |
| Reino Unido    | 17 de noviembre | Edición estándar, edición de lujo (Doble CD, descarga digital) | RCA Records                                 |
| Argentina      | 18 de noviembre | Edición estándar (Doble CD)                                    | Sony BMG Music Entertainment                |
| Brasil         | 18 de noviembre | Edición estándar, edición de lujo (Doble CD, descarga digital) | Sony BMG Music Entertainment                |
| Canadá         | 18 de noviembre | Edición estándar, edición de lujo (Doble CD, descarga digital) | Columbia Records                            |
| China          | 18 de noviembre | Edición estándar (Doble CD)                                    | Sony BMG Music Entertainment                |
| Hong Kong      | 18 de noviembre | Edición estándar (Doble CD)                                    | Sony BMG Music Entertainment                |
| Japón          | 18 de noviembre | Edición estándar, edición de lujo (Doble CD, descarga digital) | Sony Music Entertainment Japan              |
| Nueva Zelanda  | 18 de noviembre | Edición estándar, edición de lujo (Doble CD, descarga digital) | Sony BMG Music Entertainment                |
| Filipinas      | 18 de noviembre | Edición estándar, edición de lujo (Doble CD, descarga digital) | Sony BMG Music Entertainment                |
| Portugal       | 18 de noviembre | Edición estándar, edición de lujo (Doble CD, descarga digital) | Sony BMG Music Entertainment                |
| España         | 18 de noviembre | Edición estándar, edición de lujo (Doble CD, descarga digital) | Sony BMG Music Entertainment                |
| Suecia         | 18 de noviembre | Edición estándar, edición de lujo (Doble CD, descarga digital) | Sony BMG Music Entertainment                |
| Turquía        | 18 de noviembre | Edición estándar, edición de lujo (Doble CD, descarga digital) | Sony BMG Music Entertainment                |
| Estados Unidos | 18 de noviembre | Edición estándar, edición de lujo (Doble CD, descarga digital) | Music World Entertainment, Columbia Records |
| Corea del Sur  | 19 de noviembre | Edición estándar, edición de lujo (Doble CD, descarga digital) | Sony BMG Music Entertainment                |

### 2009
| País          | Fecha                   | Formato                    | Discográfica                   |
| ------------- | ----------------------- | -------------------------- | ------------------------------ |
| Australia     | 4 de septiembre         | Edición platino (CD + DVD) | Sony Music Entertainment       |
| Hong Kong     | 7 de septiembre         | Edición platino (CD + DVD) | Sony Music Entertainment       |
| Tailandia     | 17 de septiembre        | Edición platino (CD + DVD) | Sony Music Entertainment       |
| Países Bajos  | 30 de octubre           | Edición platino (CD + DVD) | Sony Music Entertainment       |
| Francia       | 2 de noviembre          | Edición platino (CD + DVD) | Sony Music Entertainment       |
| Polonia       | 2 de noviembre          | Edición platino (CD + DVD) | Sony Music Entertainment       |
| España        | 2 de noviembre          | Edición platino (CD + DVD) | Sony Music Entertainment       |
| Reino Unido   | 2 de noviembre          | Edición platino (CD + DVD) | RCA Records                    |
| Alemania      | 20 de noviembre         | Edición platino (CD + DVD) | Sony Music Entertainment       |
| Taiwán        | 28 de noviembre de 2009 | Edición platino (CD + DVD) | Sony Music Entertainment       |
| Japón         | 30 de noviembre         | Edición platino (CD + DVD) | Sony Music Entertainment Japan |
| Nueva Zelanda | 30 de noviembre         | Edición platino (CD + DVD) | Sony Music Entertainment       |

| País           | Fecha           | Formato                         | Discográfica                       |
| -------------- | --------------- | ------------------------------- | ---------------------------------- |
| Canadá         | 23 de noviembre | Edición de lujo (relanzamiento) | Sony Music Entertainment           |
| Reino Unido    | 23 de noviembre | Edición de lujo (relanzamiento) | RCA Records                        |
| Japón          | 24 de noviembre | Edición de lujo (relanzamiento) | Sony Music Entertainment Japan     |
| Estados Unidos | 24 de noviembre | Edición de lujo (relanzamiento) | Music World Ent., Columbia Records |
| Alemania       | 30 de diciembre | Edición de lujo (relanzamiento) | Sony Music Entertainment           |
| Austria        | 30 de diciembre | Edición de lujo (relanzamiento) | Sony Music Entertainment           |

| País           | Fecha           | Formato                                    | Discográfica                                |
| -------------- | --------------- | ------------------------------------------ | ------------------------------------------- |
| Francia        | 9 de noviembre  | I Am... Sasha Fierce – The Bonus Tracks EP | Sony Music Entertainment                    |
| Estados Unidos | 20 de noviembre | I Am... Sasha Fierce – The Bonus Tracks EP | Music World Entertainment, Columbia Records |
| España         | 24 de noviembre | I Am... Sasha Fierce – The Bonus Tracks EP | Sony Music Entertainment                    |